# Polüainosz (matematikus)
Polüainosz (I. e. 4. század - I. e. 3. század) görög matematikus, filozófus.
Lampszakoszról származott. Csupán egy ideig foglalkozott matematikával, Epikurosz tanítványa és barátja lett, s később a matematikát mint áltudományt említette. Cicero tesz említést róla, munkái nem maradtak fenn.